# Ruta Estatal de Nevada 207
La Ruta Estatal de Nevada 207, y abreviada SR 207 (en inglés: Nevada State Route 207) es una carretera estatal estadounidense ubicada en el estado de Nevada. La carretera inicia en el Oeste desde la US 50     en Stateline hacia el Este en la SR 206     en Gardnerville. La carretera tiene una longitud de 17,9 km (11.092 mi).

## Mantenimiento
Al igual que las autopistas interestatales, y las rutas federales y el resto de carreteras estatales, la Ruta Estatal de Nevada 207 es administrada y mantenida por el Departamento de Transporte de Nevada por sus siglas en inglés Nevada DOT.